# Batalla de Maloiaroslàvets
La batalla de Maloiaroslàvets va tenir lloc el 24 d'octubre de 1812 durant la guerra de la Sisena Coalició durant la campanya de Rússia, entre l'avantguarda de la Grande Armée, comandada per Eugène de Beauharnais, i les forces d'Alexandre I. Les tropes franco-italianes no van poder penetrar cap al sud, la qual cosa obligà Napoleó a evacuar Rússia per la ruta ja seguida al viatge d'anada, a través d'una regió devastada i sense subministraments, transformant la retirada de Rússia en un desastre.

## Context
Napoleó, que abandonà Moscou el 23 d'octubre, tenia previst tornar a França a través de Bórovsk, Maloiaroslàvets i Kaluga, a través d'una regió pròspera fins ara intocada per la guerra on esperava trobar subministraments. Però la Grande Armée, plena de ferits, malalts i 15.000 carros de botí, només avançava amb dificultat mentre la cavalleria russa i la guerrilla camperola dificultaven les seves comunicacions. La derrota del cos de Murat a la batalla de Winkowo, el 18 d'octubre, reduí encara més el marge de maniobra dels francesos. Napoléon. Napoleó tenia menys de 100.000 homes davant dels 110.000 homes de Kutúzov, desplegat al sud de Moscou, mentre que el 3r exèrcit rus de Peter Wittgenstein avançava pel nord cap a Brest-Litovsk.
La pluja, que estava caient des del 21 d'octubre, alentí l'exèrcit francès molt carregat pel mal camí cap a Kaluga i el privà de qualsevol possibilitat d'avançar l'exèrcit rus, superior en cavalleria. Napoleó va enviar el seu fillastre, Eugène de Beauharnais, comandant del 4t cos, en avantguarda amb 15.000 homes per aplanar el camí per a l'exèrcit principal. La 13a divisió de General Delzons s'aturà just a nord de la ciutat de Maloiaroslàvets, on havia un pont sobre el riu Louja, però mancat d'instruccions, no va aprofitar-ho. La nit del 23 d'octubre, una tropa de partisans russos, comandada pel coronel Alexandre Seslavine, capturà diversos oficials francesos i s'assabentaren que Napoleó havia deixat Moscou amb la Guàrdia imperial per dirigir-se cap al sud-est. Kutúzov, que es va aixecar del llit, es regalà amb aquesta notícia que justifica les seves previsions i caigué de genolls davant d'una icona exclamant: « Senyor, el meu Creador!" Finalment, Heu escoltat la nostra pregària i, a partir d'aquest moment, Rússia és salvada!» Ordenà al 6è cos del Dmitri Dokhturov, amb 20.000 homes i 90 canons, que es dirigís cap a Maloiaroslàvets. Però dubtà en posar en marxa la major part de l'exèrcit, reunit al campament de Tarutino, a 25 km de Maloiaroslàvets, i perdé el temps reunint els seus cavalls escampats per les pastures.

## Batalla
El cos de Dokhturov prengué posicions a Maloiaroslàvets el matí del 24 d'octubre. Va desallotjar dos batallons francesos que havien entrat a la ciutat però, al seu torn, va retardar l'atac al pont i va deixar temps per a què diversos batallons francesos el travessessin. Els russos tenien aleshores superioritat en infanteria amb 12.000 homes contra 5.500. L'artilleria russa va prendre posició a la ciutat, situada a una alçada. Durant tot el dia, els atacs i els contraatacs se succeïren: el poble canvià de mans set vegades. Els francesos no podien avançar sense estar sota el foc de les bateries russes, mentre que els atacs russos cap al pont xocaran amb el foc de l'artilleria francesa. Eugene hagué d'enviar reforços a la 14a divisió del General Broussier, i després de la 15a divisió de l'exèrcit italià de Domenico Pino. Va demanar instruccions a Napoleó, que, descontent que Eugène s'hagués dedicat a un combat sense la seva ordre, va respondre: «Torneu amb el virrei i digueu-li que, des que ha començat a beure la copa, és necessari que se l'empassi.» El poble, construït de fusta, es va incendiar: la batalla continuà enmig de foc, mentre que els homes i les armes de foc havien de passar aixafant piles de cadàvers.
Kutúzov avançà a contracor per reforçar el 7è cos de Rayevsky que entrà en batalla cap a les tres de la tarda, mentre que les divisions 3a (Gérard) i 5a (Compans) arribaven al costat francès. Aleshores Kutúzov, sempre prudent, retirà les seves tropes fora de l'abast dels canons francesos. No va ser fins a la nit quan els dos cossos de Miloradovitx, que s'havien passat el dia buscant l'avantguarda de Murat, van arribar amb una marxa forçada davant de Maloiaroslàvets. Kutúzov aleshores tenia una forta superioritat numèrica, amb més de 600 canons, contra Eugène que només disposava de 12.000 homes capaços del 4t cos i envià 11.000 presoners al 1r cos i 230 i canons. A l'estat major rus, Karl Wilhelm von Toll era partidari d'atacar en massa mentre que Bennigsen aconsellava descansar l'exèrcit i esperar l'endemà als francesos en posició defensiva: Kutúzov, sempre prudent, respongué que no sentia la temeritat d'un "hússar" i estigué d'acord amb l'opinió de Bennigsen. La batalla acaba en trets dispersos sense cap resultat decisiu.

## Pèrdues i conseqüències
Eugène perdé uns 5.000 homes, els russos 6.000. Els combats esporàdics van tenir lloc l'endemà al matí, però aquest dia és més famós per ser el que els cosacs gairebé van capturar a Napoleó. De fet, volia assegurar-se si els russos encara estaven en posició o si es retrocedien. Va demanar que li portessin els cavalls. Berthier va intentar convèncer-lo perquè no sortís perquè desconeixia les posicions de les unitats i encara era fosc. Hi havia el risc que apareguessin els cosacs. Un ajudant del campament d'Eugène va confirmar la retirada dels russos. Napoleó no volgué esperar i decidí marxar. Se sentiren crits, i el general Rapp cridà: «Atureu-vos, sire, l'avantguarda són els cosacs!». Napoleó li va encomanar una desena de caçadors de piquets que l'envoltaven per tirar endavant. Napoleó es trobà sol amb Berthier i Caulaincourt, no veien a 20 metres de distància però sentien crits i els cops de sabre. Prengué la seva espasa. La resta del piquet aconseguí reunir-se amb Napoleó i després arribaren quatre esquadrons. Al trencar el dia, mil cosacs van cobrir la plana. Després d'això, s'acostumà a portar una bossa de verí al coll per escapar de la captura.
Napoleó vacil·là sobre el camí que calia prendre: reunint les seves forces disperses, va poder alinear 72.000 homes i 400 canons. Murat, que volia venjar la seva derrota a Winkowo, i Bessières recomanaren forçar el pas cap a Kaluga per prendre la ruta del sud: però, reconeixen que, fins i tot si la infanteria sortís victoriosa, la cavalleria esgotada no estaria en estat de perseguir els russos. El general Mouton volia, per contra, prendre "el camí més curt i conegut", de Mojaïsk i Smolensk. Bessières, per primera vegada, diu que ja no es tracta de guanyar una batalla, sinó de permetre a l'exèrcit "retirar-se": és la primera vegada que aquesta paraula tabú es pronuncia en presència de l'emperador. El 26 d'octubre, Napoleó, sense voler emprendre una batalla general contra les forces de Kutúzov en una posició desfavorable, va decidir retirar-se i reprendre la carretera principal de Moscou a Smolensk, una zona ja arrasada pel saqueig dels francesos i l'estratègia de terra cremada dels russos. Aquesta decisió convertirà la retirada de Rússia en un desastre.